# 林基奉
林 基奉（イム・ギボン、朝鮮語: 임기봉、1903年 - 1982年9月26日または9月27日）は、日本統治時代の朝鮮および大韓民国の牧師、労働運動家、政治家。第2代韓国国会議員。

## 経歴
全南木浦出身。平壌神学校、同志社大学本科卒。キリスト教の牧師として15年ほど活動し、大韓労働総連盟木浦海上連盟委員長・初代中央本部副委員長、初代鉄道労組委員長を務めた。国会議員在任中は主に勤労基準法および船員法案などの分野で活躍した。
1982年9月26日、ソウル市恩平区亀山洞の自宅で持病または老衰のため死去。享年77。